# John Fitzgerald (giocatore di football americano)
John Robert Fitzgerald (Southbridge, 16 aprile 1948) è un ex giocatore di football americano statunitense che ha giocato nel ruolo di centro per tutta la carriera con i Dallas Cowboys della National Football League (NFL).

## Carriera professionistica
Fitzgerald  fu scelto dai Dallas Cowboys nel corso del quarto giro del Draft NFL 1970. Inizialmente, la squadra tentò di farlo giocare come defensive lineman, prima di spostarlo nel ruolo di centro durante il training camp del 1972. All'epoca, era più alto del centro medio della lega. Prese il posto di titolare da Dave Menders nel 1973. Anche se non fu mai convocato per il Pro Bowl, fu un elemento centrale della forte linea offensiva di Dallas per la maggior parte del decennio, disputando cinque Super Bowl e vincendone due. Coi Cowboys raggiunse sempre i playoff tranne in una stagione, ritirandosi a causa degli infortuni dopo la stagione 1980.

## Palmarès

### Franchigia
- Super Bowl : 2

Dallas Cowboys: VI, XII
- National Football Conference Championship: 5

Dallas Cowboys: 1970, 1971, 1975, 1977, 1978

## Statistiche
| Partite totali      | 137 |
| Partite da titolare | 108 |